# Jorge Azanza
Jorge Azanza Soto (* 16. Juni 1982 in Alsasua) ist ein Sportlicher Leiter und ehemaliger spanischer Radrennfahrer.

## Karriere
Jorge Azanza begann seine internationale Karriere 2005 bei dem spanischen Professional Continental Team Kaiku, nachdem er im Vorjahr die Gesamtwertung der Vuelta a Córdoba gewonnen und einen Etappensieg, sowie einen zweiten Etappenplatz beim Bidasoa Itzulia erreicht hatte. Bei der Mallorca Challenge 2006 landete er in der inoffiziellen Gesamtwertung auf dem achten Rang. Bei der Trofeo Calvia wurde er dabei Sechster. 
Im Jahre 2007 wechselte er dann zum baskischen Euskaltel-Euskadi-Team. Im selben Jahr ging er das erste Mal bei der Tour de France an den Start, welche er als 82. beendete. 2011 fuhr er den Giro d’Italia und die Vuelta a España und 2012 nahm er zum zweiten Mal an der Tour de France teil. In seinem letzten Karrierejahr 2013 bestritt er nochmal den Giro d’Italia und die Vuelta a España 2013 und beendete diese Rundfahrten auf den Plätzen 33. und 90.
Im Jahr 2018 wurde Azana Sportlicher Leiter des UCI Continental Teams Euskadi, welches zur Saison 2020 unter dem Namen Fundación-Orbea eine Lizenz als UCI ProTeam erhielt.

## Erfolge
2004
- Gesamtwertung Vuelta a Córdoba
- eine Etappe Bidasoa Itzulia